# Коулунский парк
Коулунский парк (кит. 九龍公園, англ. Kowloon Park) — крупный общественный парк, расположенный в районе Чимсачёй, округ Яучимвон, Гонконг. Назван по имени Коулуна, к которому территориально относится. Площадь — 13,3 гектара, открыт круглый год (с 5 часов утра и до полуночи), находится под управлением Гонконгского департамента досуга и культуры. Из-за топографических особенностей северная часть парка отведена для активного отдыха, в то время как южная — главным образом для пассивного.
Парк славится своей флорой и фауной, в том числе фламинго, лебедями, попугаями-ара, черепахами, древними баньянами, альбициями и камфорными деревьями. Коулунский парк является одним из самых популярных мест отдыха гонконгцев. Здесь регулярно проводятся различные выставки, фестивали, ярмарки, концерты, лекции и спортивные соревнования.

## История
Во второй половине XIX века на месте нынешнего парка были построены армейские бараки Уитфилда и артиллерийская батарея Западного Коулуна, которые прикрывали бухту Виктория с севера. В конце 1960-х годов Городской совет Гонконга решил разбить на месте бывшей военной базы Коулунский парк. При его строительстве и прокладке дорог было снесено более 70 зданий. Официально парк открылся 24 июня 1970 года в присутствии губернатора Гонконга Дэвида Тренча. Церемония открытия сопровождалась различными музыкальными представлениями, в том числе танцем льва и выступлением оркестра Первого батальона Королевских уэльских фузилёров.
Первая фаза парка включала китайский сад в окружении английского ландшафта и цветочные часы. Во второй половине 1970-х годов часть территории, отведённой властями под парк, была занята под строительство линии метрополитена (нынешняя линия Чхюньвань) и скоростной магистрали Коулун-Парк-драйв. В 1982 году власти одобрили сооружение торговых помещений со стороны Натан-роуд, которые врезались в холм Коулунского парка, но волна критики вынудила Городской совет отменить своё решение.
Однако в 1983 году права на развитие торгового центра площадью свыше 5 тыс. квадратных метров были проданы за 218 млн долларов филиалу корпорации New World Development. После возведения Park Lane Shopper's Boulevard (или Park Lane Shopping Arcade) в 1985 году крыша торгового центра оказалась на одном уровне с холмом парка. Решено было разбить на крыше сады и соединить их переходами с территорией парка. В 1987—1989 годах Коулунский парк был перестроен на средства Королевского жокей-клуба Гонконга, стоимость работ составила 300 млн долларов. Реконструкция включала существенное расширение территории парка, а также возведение площади, игровых площадок, спортивного центра и комплекса бассейнов.

## География
Коулунский парк расположен в центре района Чимсачёй. С севера он ограничен улицей Остин-роуд, с востока — улицей Натан-роуд, с юга — улицей Хайфон-роуд, с запада — улицей Кантон-роуд. Главный вход в парк находится со стороны Остин-роуд. Добраться до Коулунского парка можно на метрополитене (ближайшие станции в шаговой доступности — Чимсачёй и Джордан) и автобусе.

## Растительность

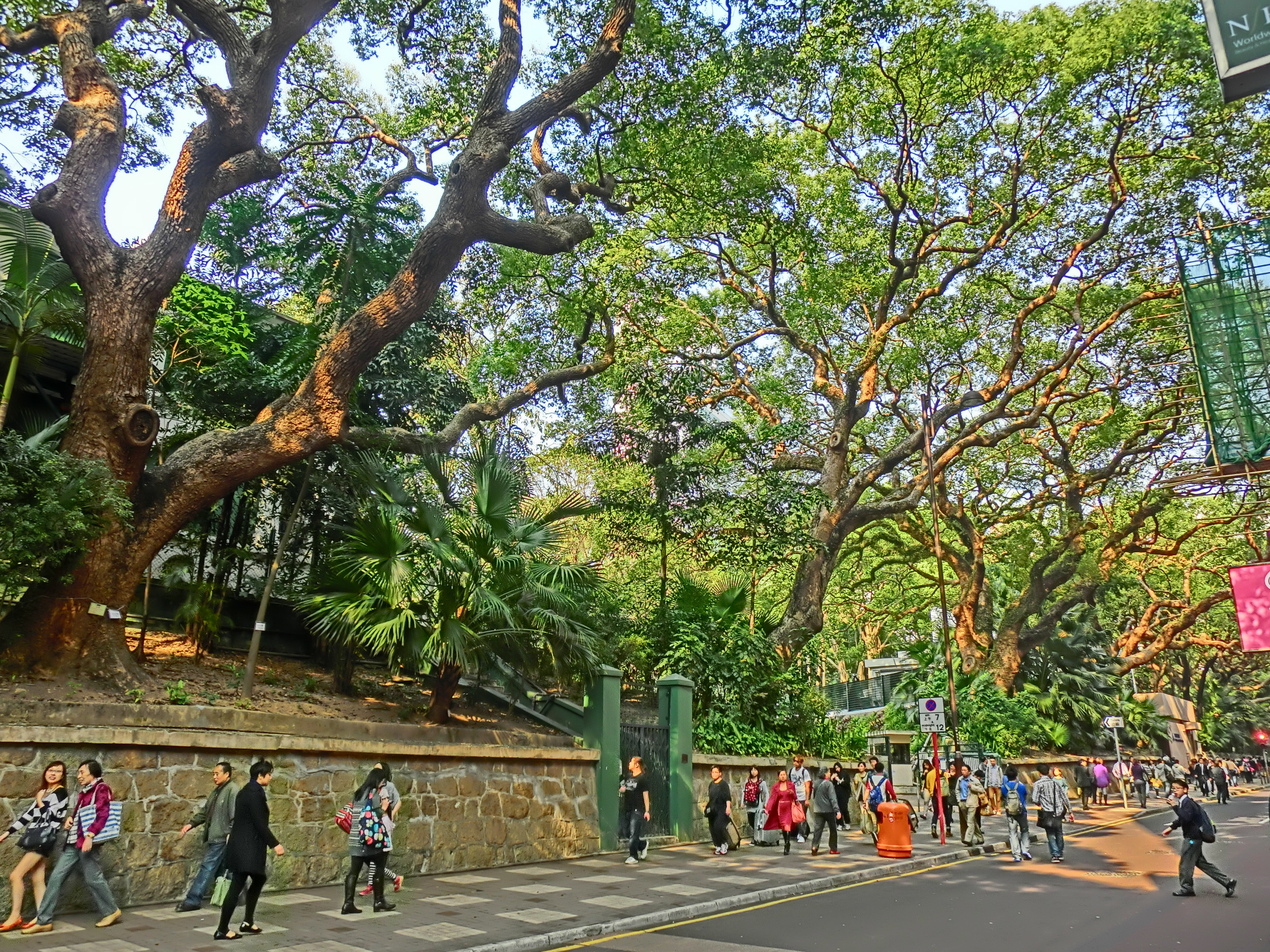
Парк со стороны Хайфон-роуд

В парке встречаются различные виды фикуса (в том числе фикус мелкоплодный, или китайский баньян — Ficus microcarpa), альбиции (в том числе Albizia lebbeck), павловнии (в том числе Paulownia fortunei), лагерстрёмии (в том числе Lagerstroemia speciosa), рододендрона, бамбука, мальвовых (в частности, Hibiscus tiliaceus и Bombax ceiba), миртовых (в том числе Melaleuca quinquenervia), пальм, а также коричник камфорный (Cinnamomum camphora), кассия трубчатая (Cassia fistula), сосна Эллиота (Pinus elliottii), хлебное дерево (Artocarpus altilis), огненное дерево. Корни некоторых баньянов эффектно обвивают стены вокруг Коулунского парка, некоторые воздушные корни помещены в специальные бамбуковые трубки с грунтом. Кроны многих старых баньянов поддерживаются верёвками, ремнями или стабилизирующими конструкциями. Поверхность некоторых водоёмов покрыта кувшинками и лотосами. В цветном саду имеется большой розарий, где выращивают различные сорта роз.
Во время регулярных тропических циклонов (тайфунов) старые деревья парка часто  получают значительные повреждения, в том числе трескаются. Власти сохраняют их с помощью деревянных или стальных конструкций. Во многих случаях больные деревья не уничтожают, а лечат, что вызывает критику со стороны специалистов. Все старые и ценные деревья вносятся в специальный реестр OVT (Old and Valuable Tree) и находятся под охраной «Офиса управления деревьями» (Tree Management Office). Осенью 2014 года работники парка спасли 400-летний китайский баньян, корни которого поразил грибок, вызывавший гниение (Wood-decay fungus). Ранее власти Гонконга опасались распространения инфекции и хотели спилить одно из самых старых деревьев города, прозванное «королём».

## Объекты парка

### Наружные объекты
К наружным объектам относятся: поле для мини-футбола, фитнес-тропа, детская площадка, площадка открытий, сад-лабиринт, сад скульптур, цветной сад, китайский сад, сады на крыше, птичье озеро, птичьи вольеры, площадь (пьяцца), лоджия и уголок сохранения дикой природы.
Футбольное поле с трибунами и гандбольная площадка обеспечены хорошим освещением для занятий в тёмное время суток. Полукилометровая фитнес-тропа имеет восемь остановок для занятий фитнесом на открытом воздухе. Игровая площадка, предназначенная для детей от 2 до 12 лет, оборудована безопасным покрытием, различными качелями, горками и другими аттракционами. Площадка открытий, предназначенная для детей до 13 лет, расположена на небольшой возвышенности. Здесь находятся стилизованные оборонные укрепления и копии старых британских пушек (ранее именно на этом месте размещалась британская артиллерийская батарея Западного Коулуна).

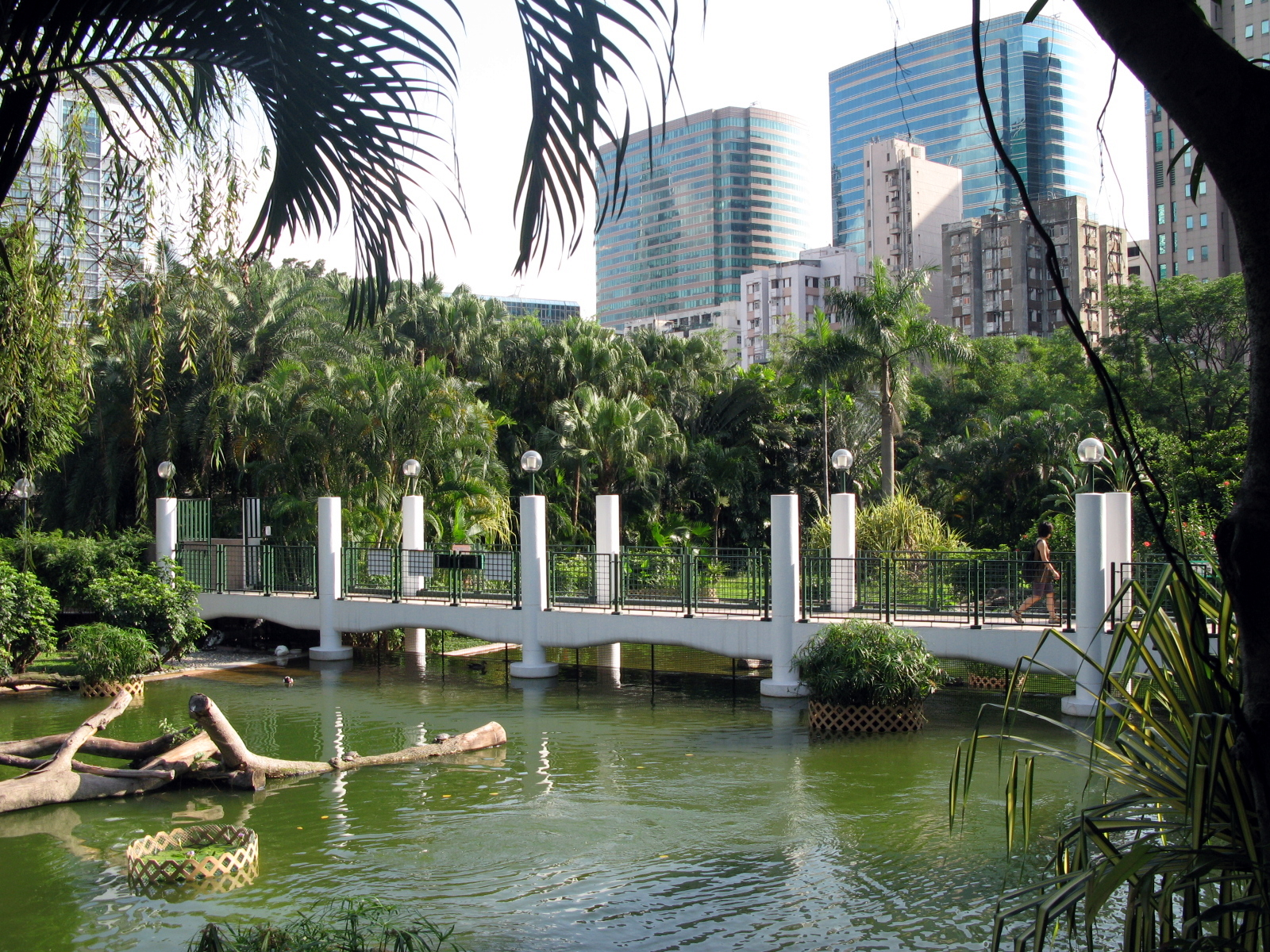
Пешеходный мост
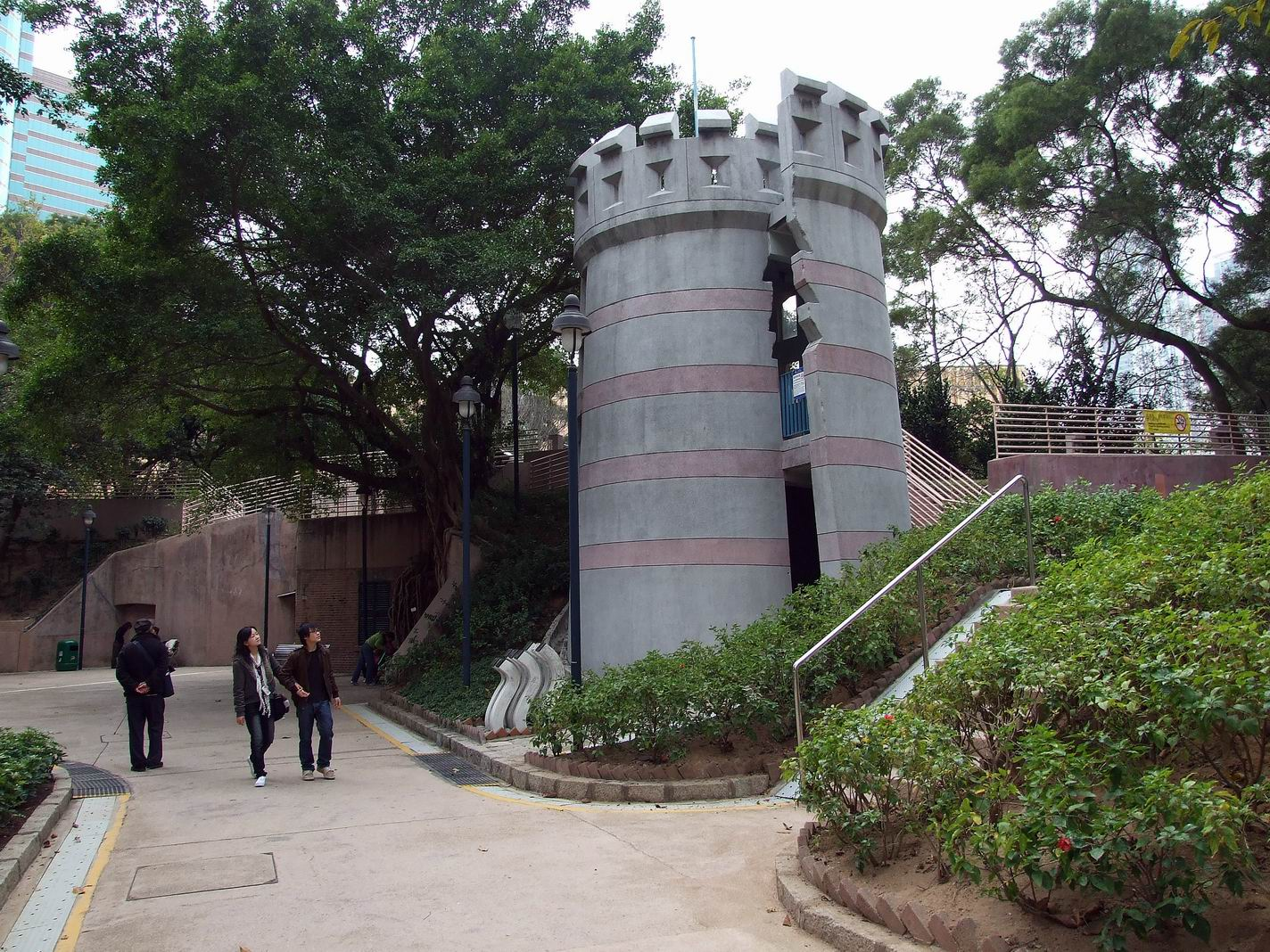
Площадка открытий
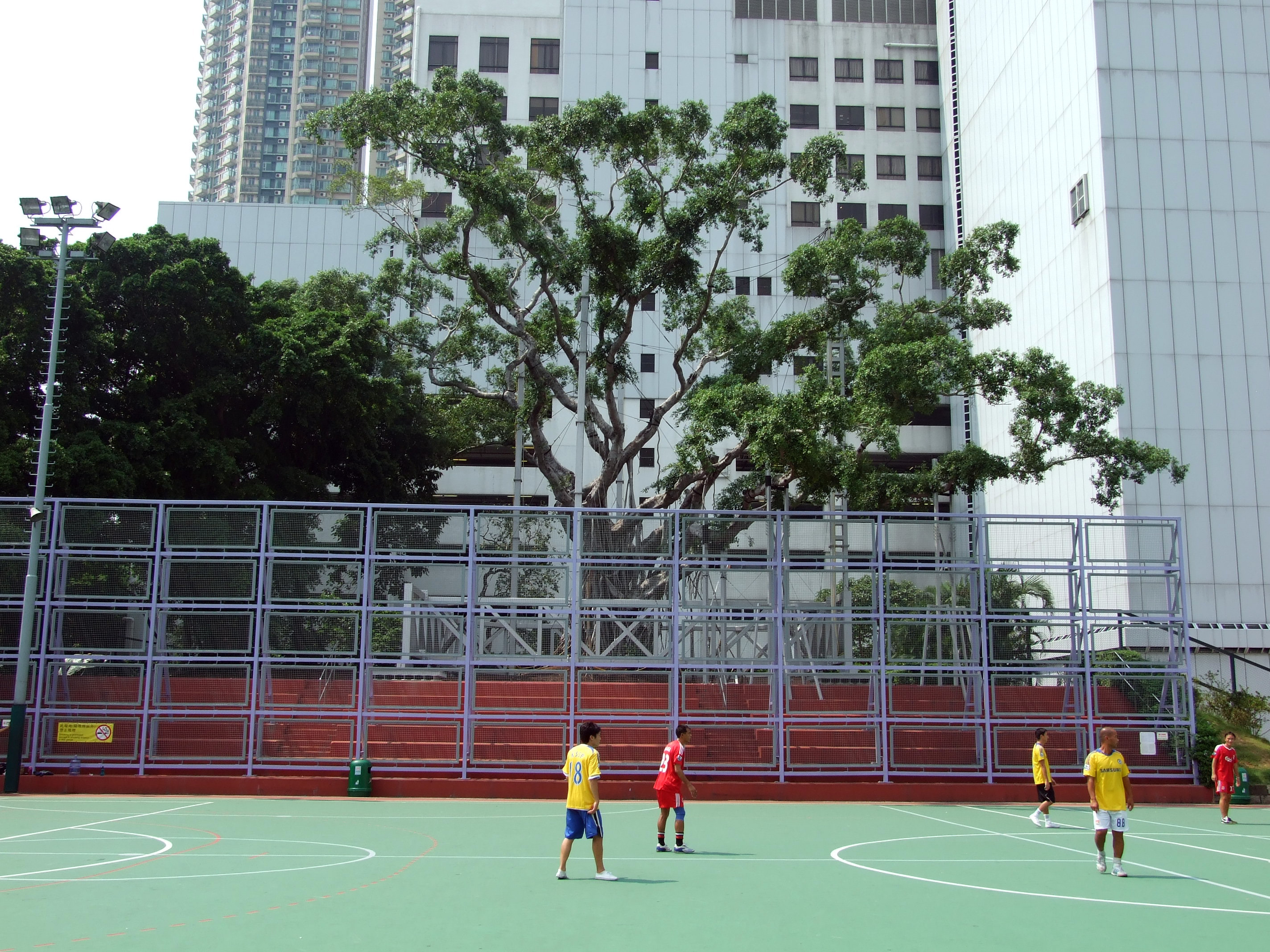
Футбольное поле
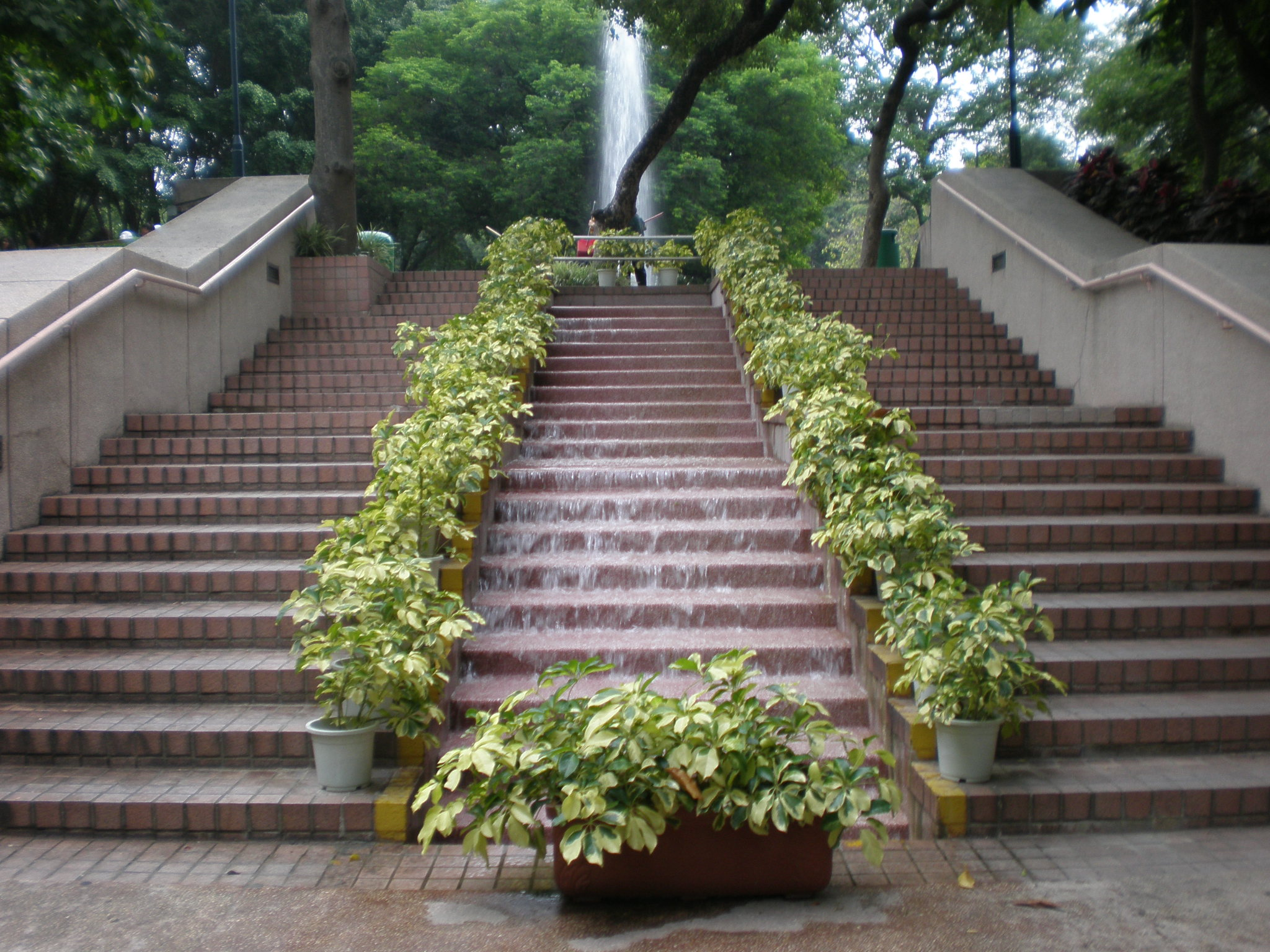
Лестница у фонтана

Декоративный сад-лабиринт занимает область 40 на 20 метров. Это также место для активного отдыха, оборудованное фитнес-тренажёрами для пожилых людей. Сад скульптур площадью 1,9 тыс. м² представляет собой парковую зону, предназначенную для постоянной или временной демонстрации скульптур местных и зарубежных художников. Зона разделена на две части. В первой 12 творений молодых скульпторов выстроились в два ряда на постоянной основе. В другой части на временной основе выставляются работы известных скульпторов. Одной из самых известных работ, выставлявшихся в саду, была скульптура «Концепция Ньютона» сэра Эдуардо Паолоцци.

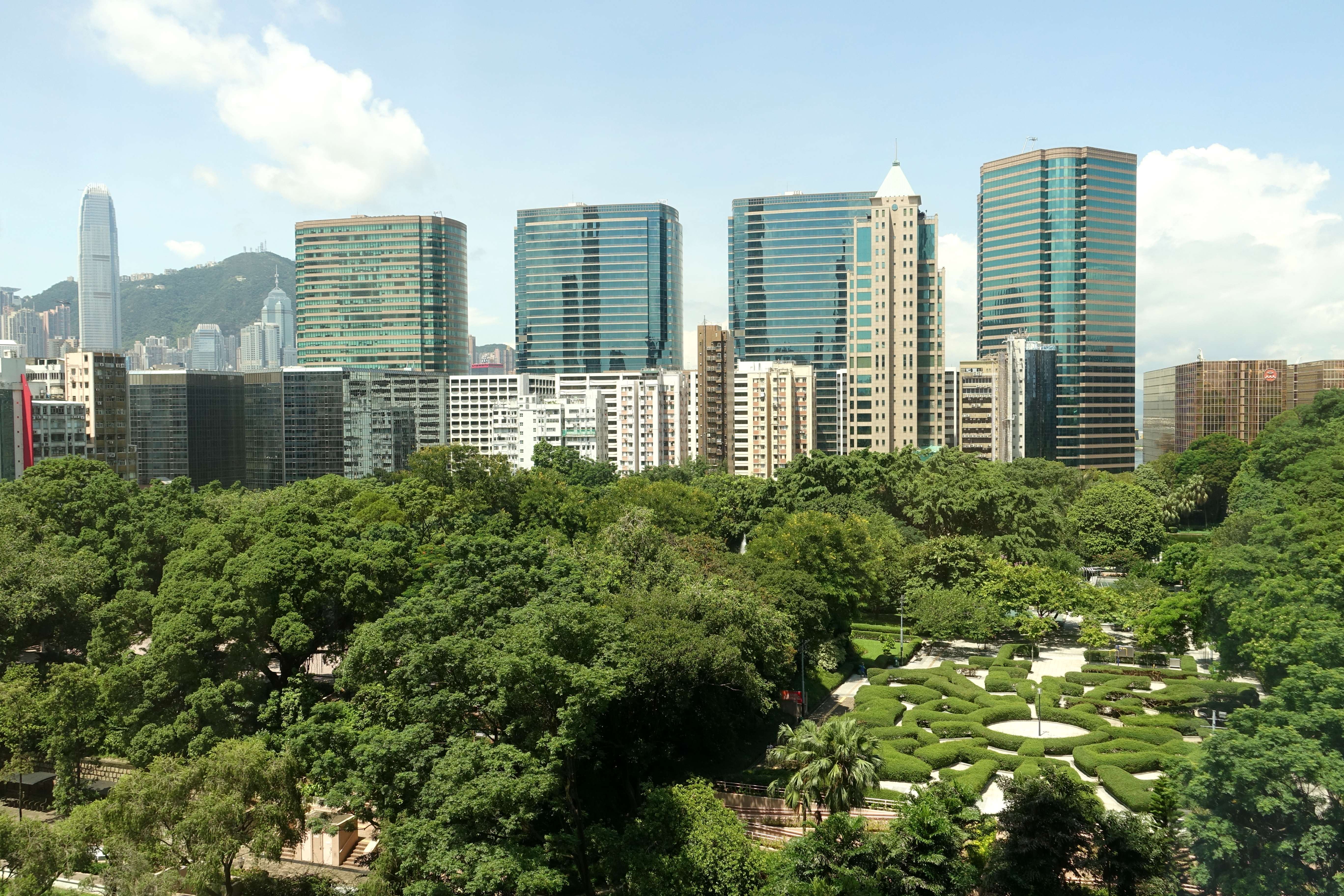
Сад-лабиринт
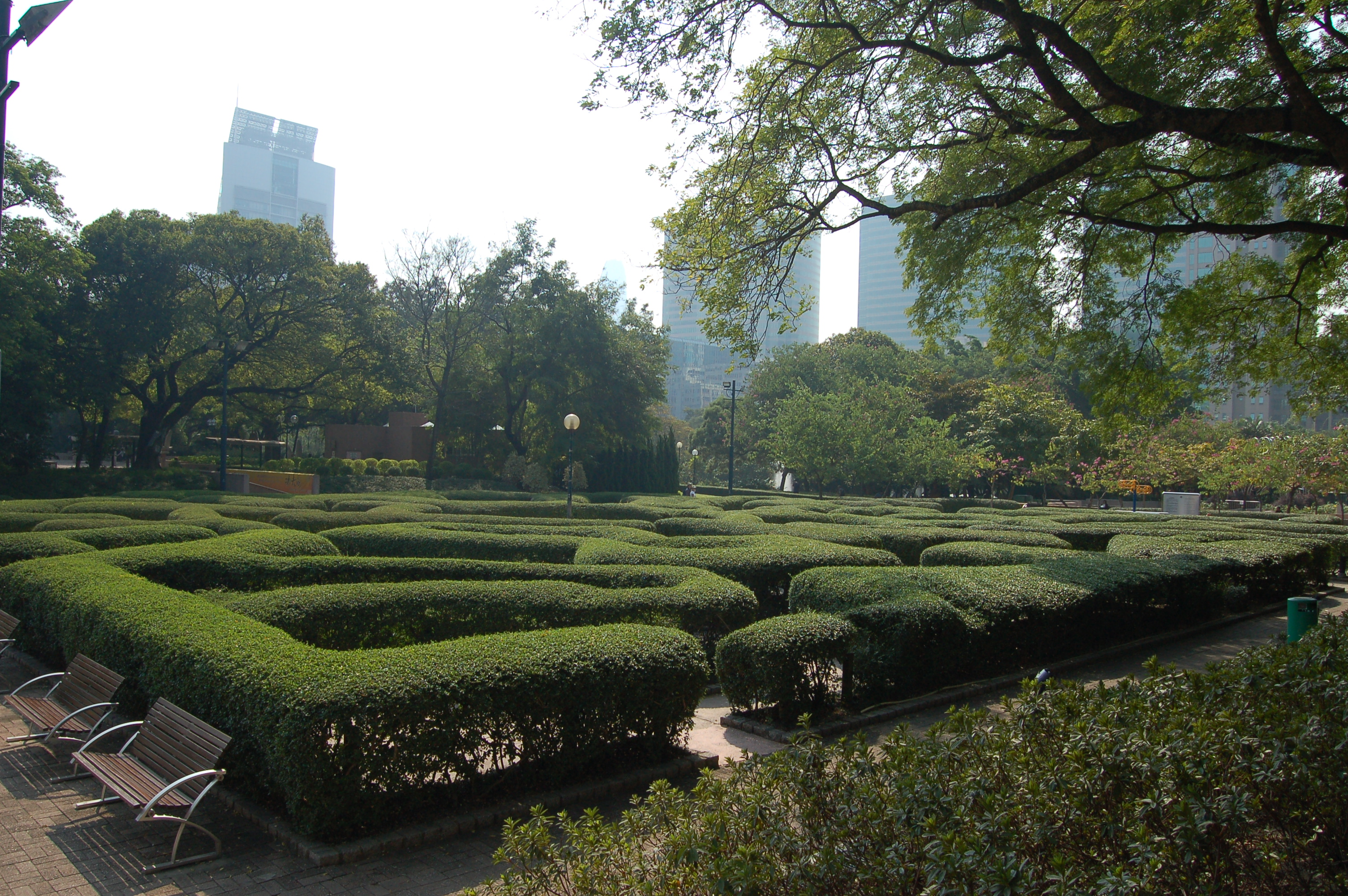
Сад-лабиринт
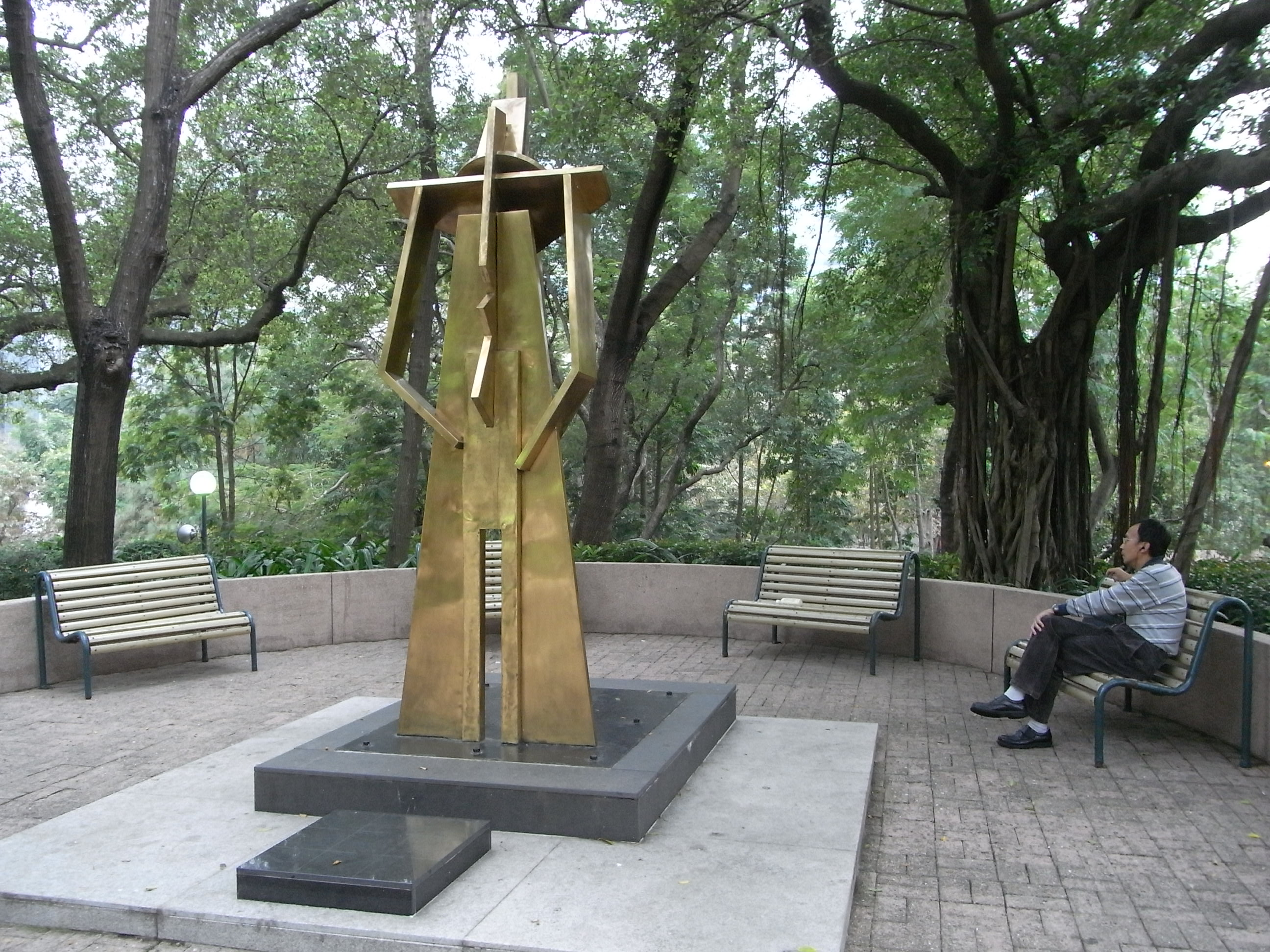
Сад скульптур
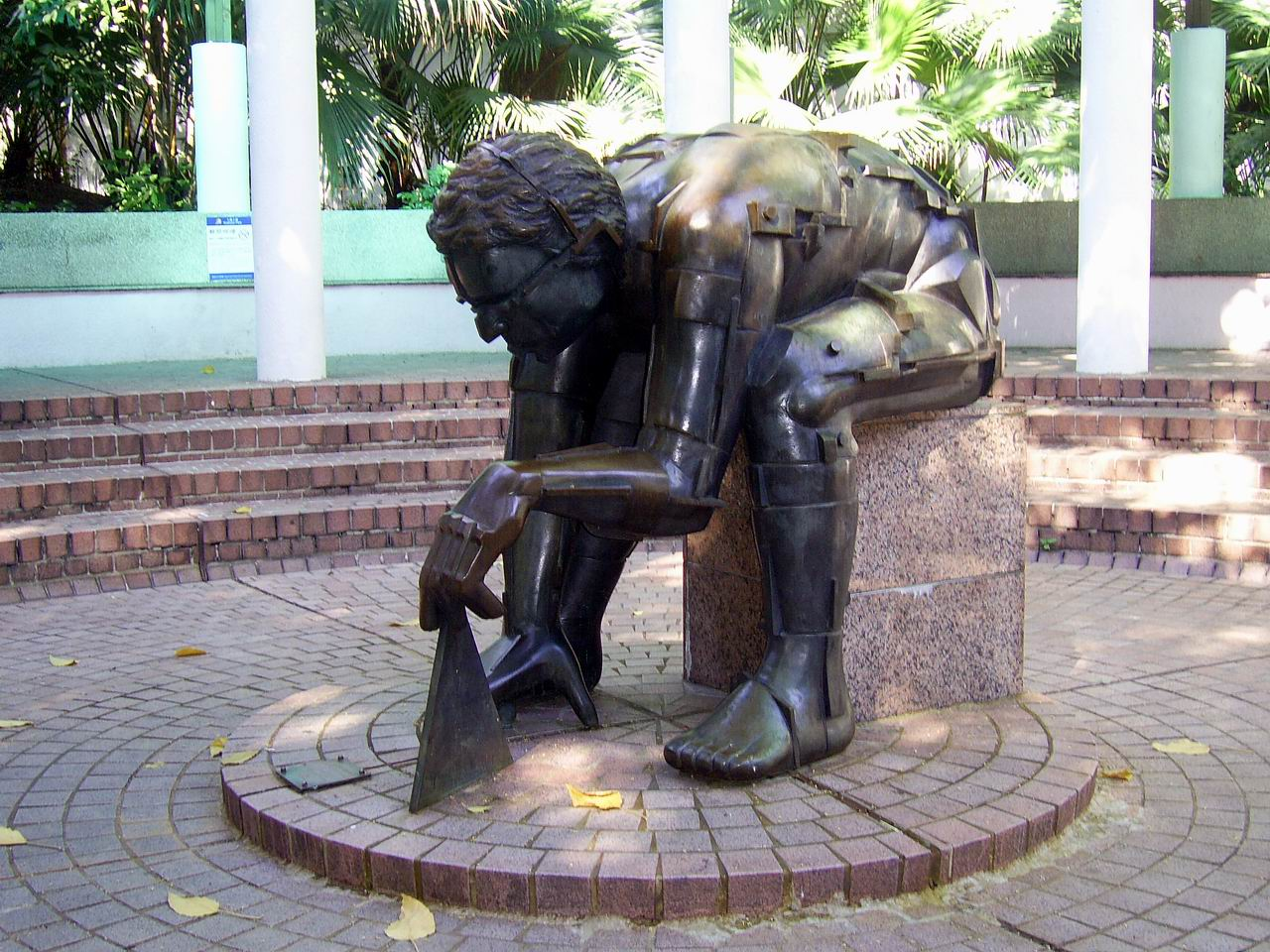
Концепция Ньютона

Цветной сад представляет собой розарий. Одним из самых популярных мест в Коулунском парке является китайский сад, включающий двухуровневый водоём, в котором верхняя часть связана с нижней водным каскадом. Водоём покрыт лотосами, также его украшает традиционный китайский павильон. В центре верхнего водоёма имеется китайская пергола с черепичным навесом. Пешеходные тропинки в саду покрыты галькой. На крыше торгового центра Park Lane Shopping Arcade, расположенного вдоль Натан-роуд, находятся три искусственных сада, предназначенные для отдыха (в одном из них имеется место для курения). Сады оборудованы лоджиями, клумбами, пешеходными дорожками и скамейками.

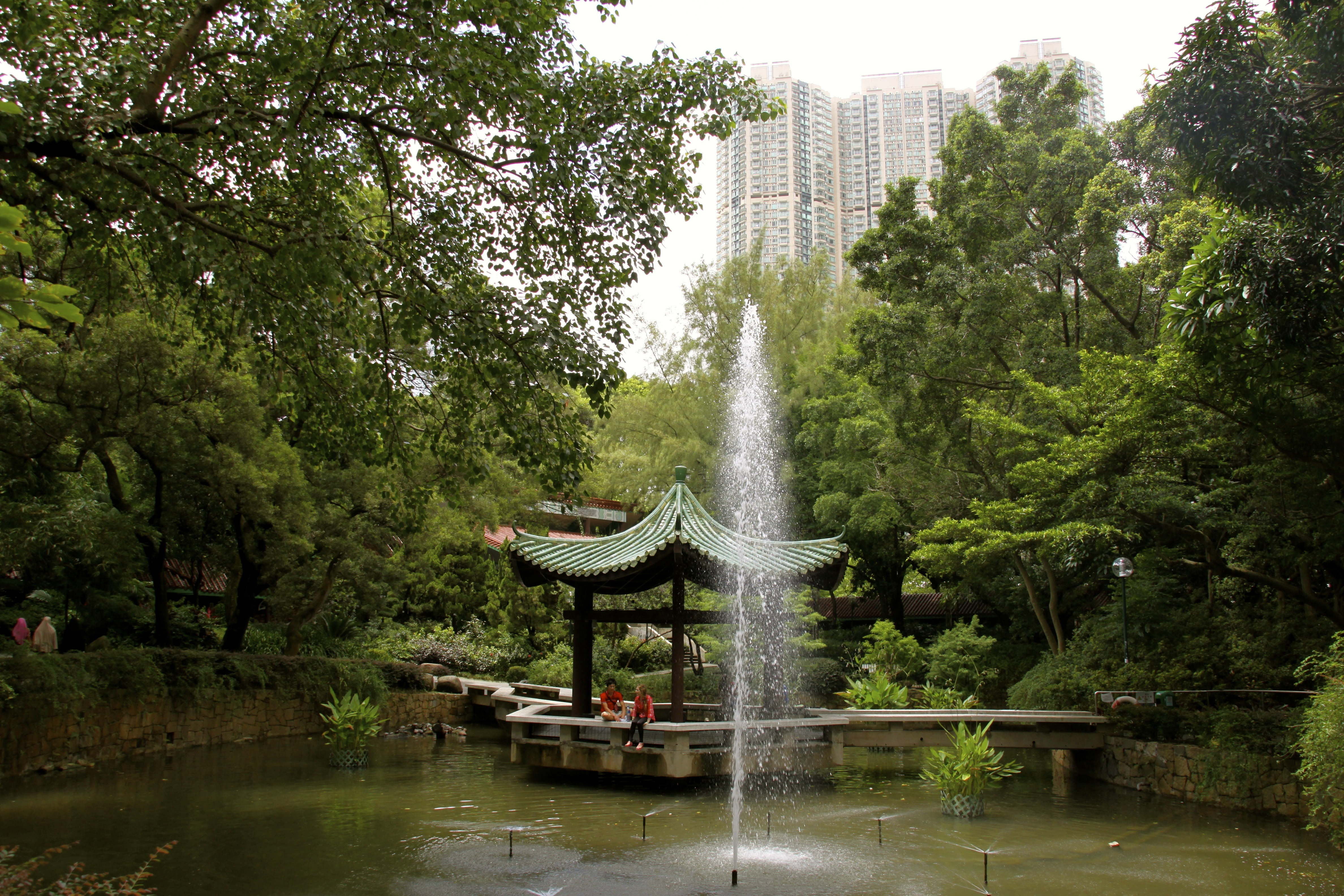
Китайский сад
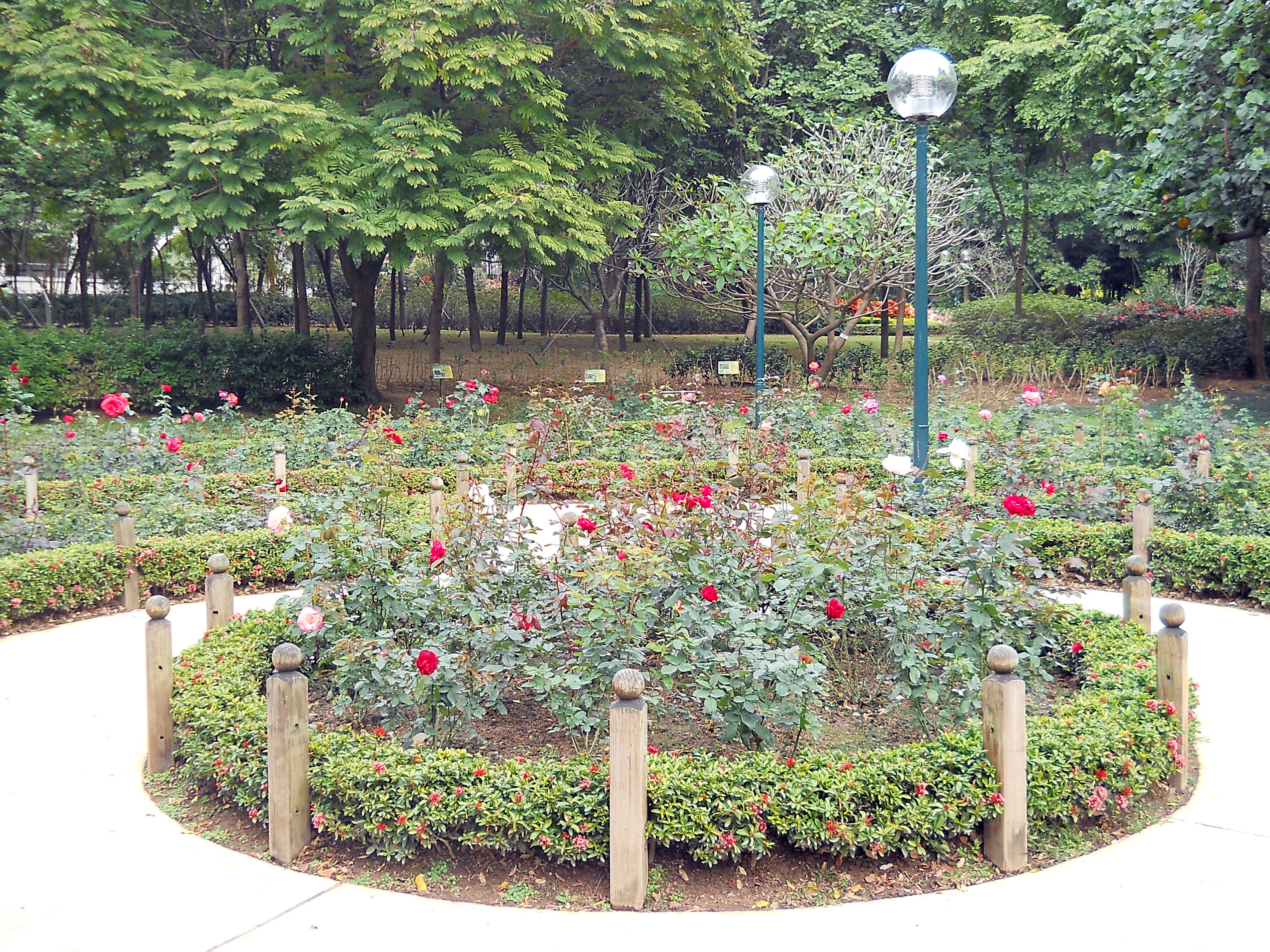
Цветной сад
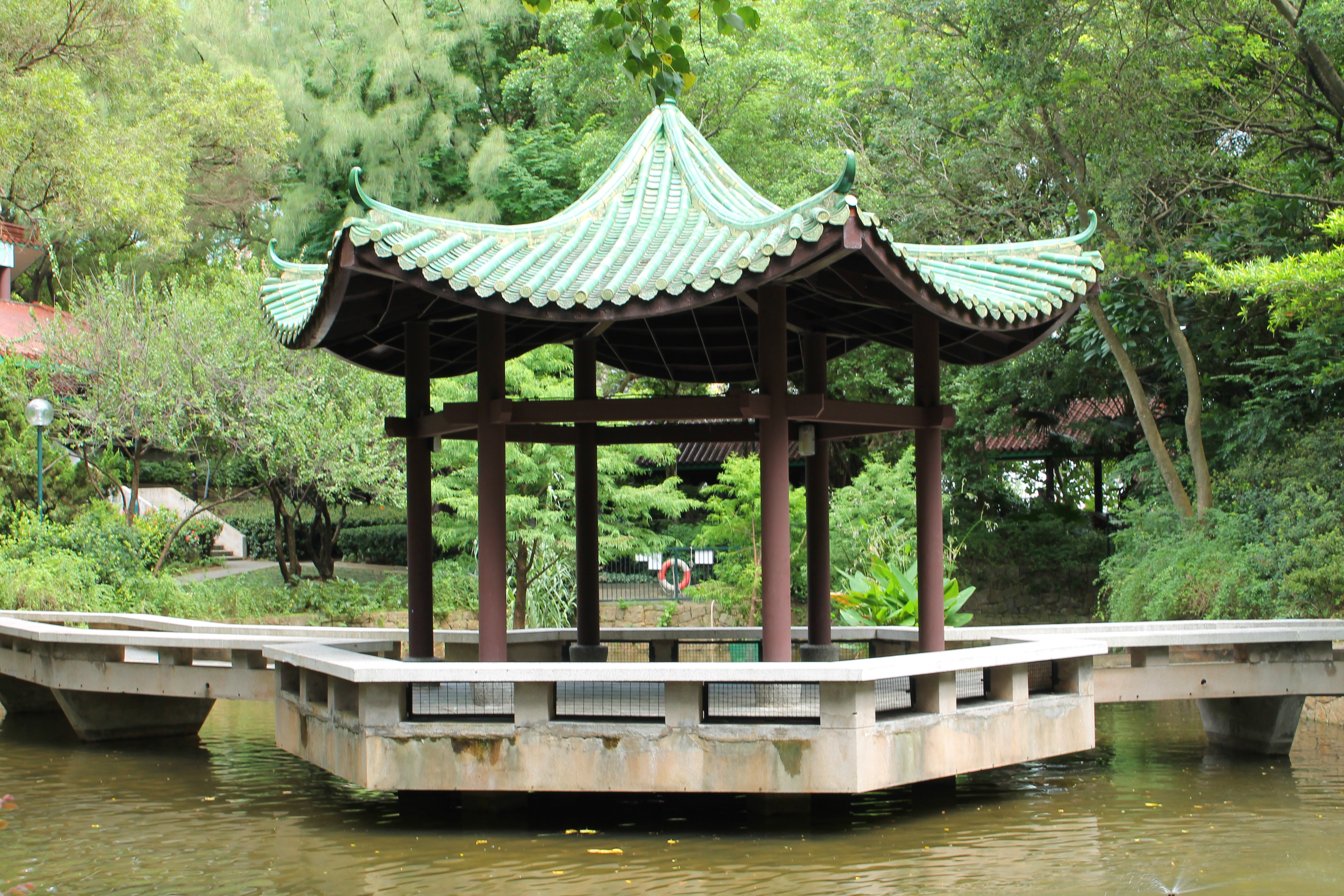
Китайский павильон
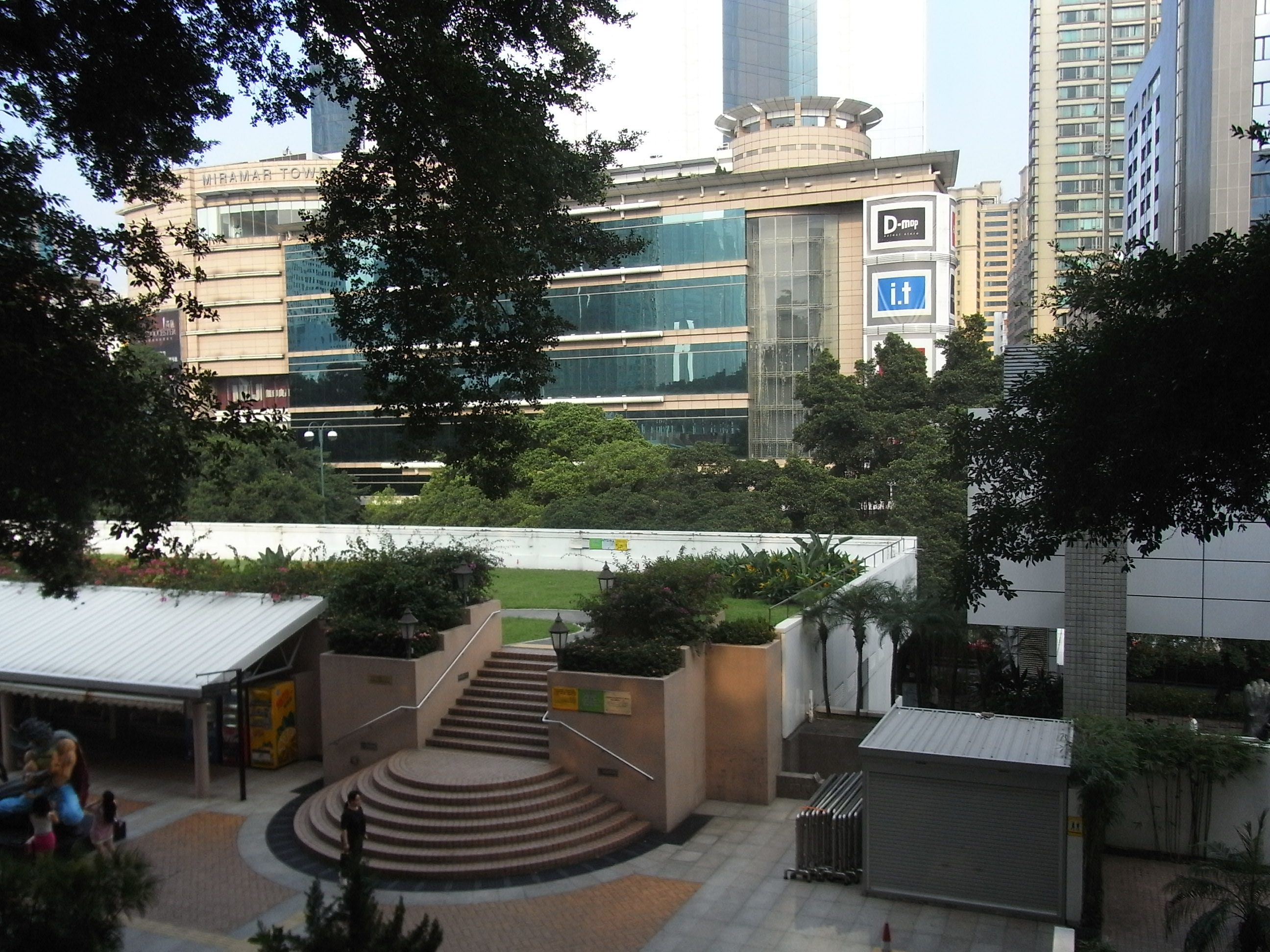
Сад на крыше

Большая Пьяцца площадью 3 тыс. квадратных метров предназначена для проведения различных масштабных действий на открытом воздухе — праздников, карнавалов, выставок, презентаций и других событий развлекательного характера. 200-метровая крытая лоджия служит для того, чтобы посетители парка укрывались в ней от дождя и палящего солнца, а также смогли отдохнуть. В самой высокой точке парка (37 метров над уровнем моря) находится обзорный холмик конической формы, с обзорной площадки которого открывается панорама всего парка. Под площадкой, к которой ведут ступени, расположена водонапорная станция. Позади мечети на Натан-роуд расположен особый уголок, призванный сохранить среду обитания диких птиц. Здесь для обслуживание сада не применяют химикаты и не сжигают опавшие листья. Небольшой (около 300 квадратных метров) «сад жизни» с яркой скульптурной группой в центре посвящён донорам, которые завещали свои органы для последующей пересадки.

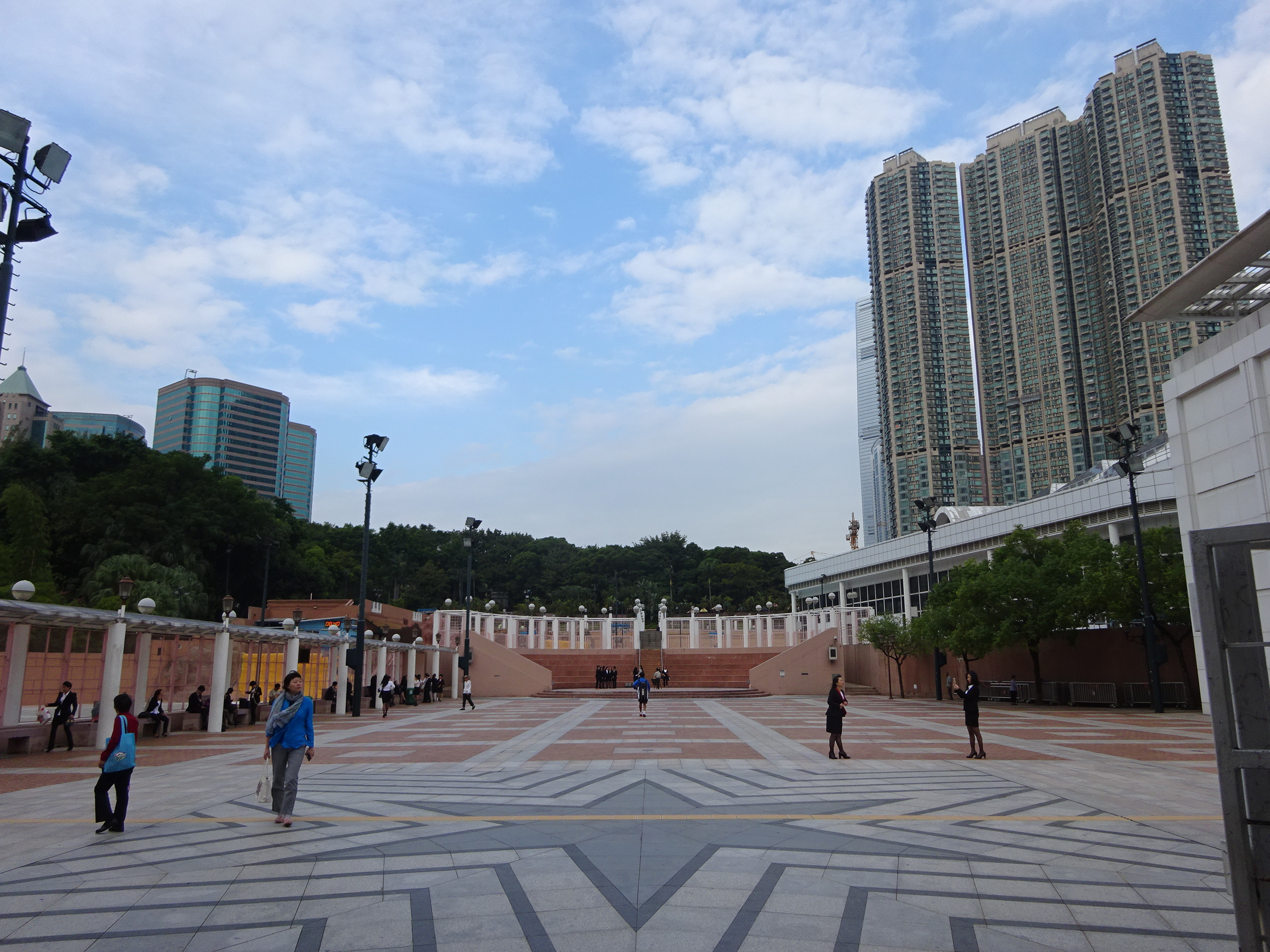
Площадь
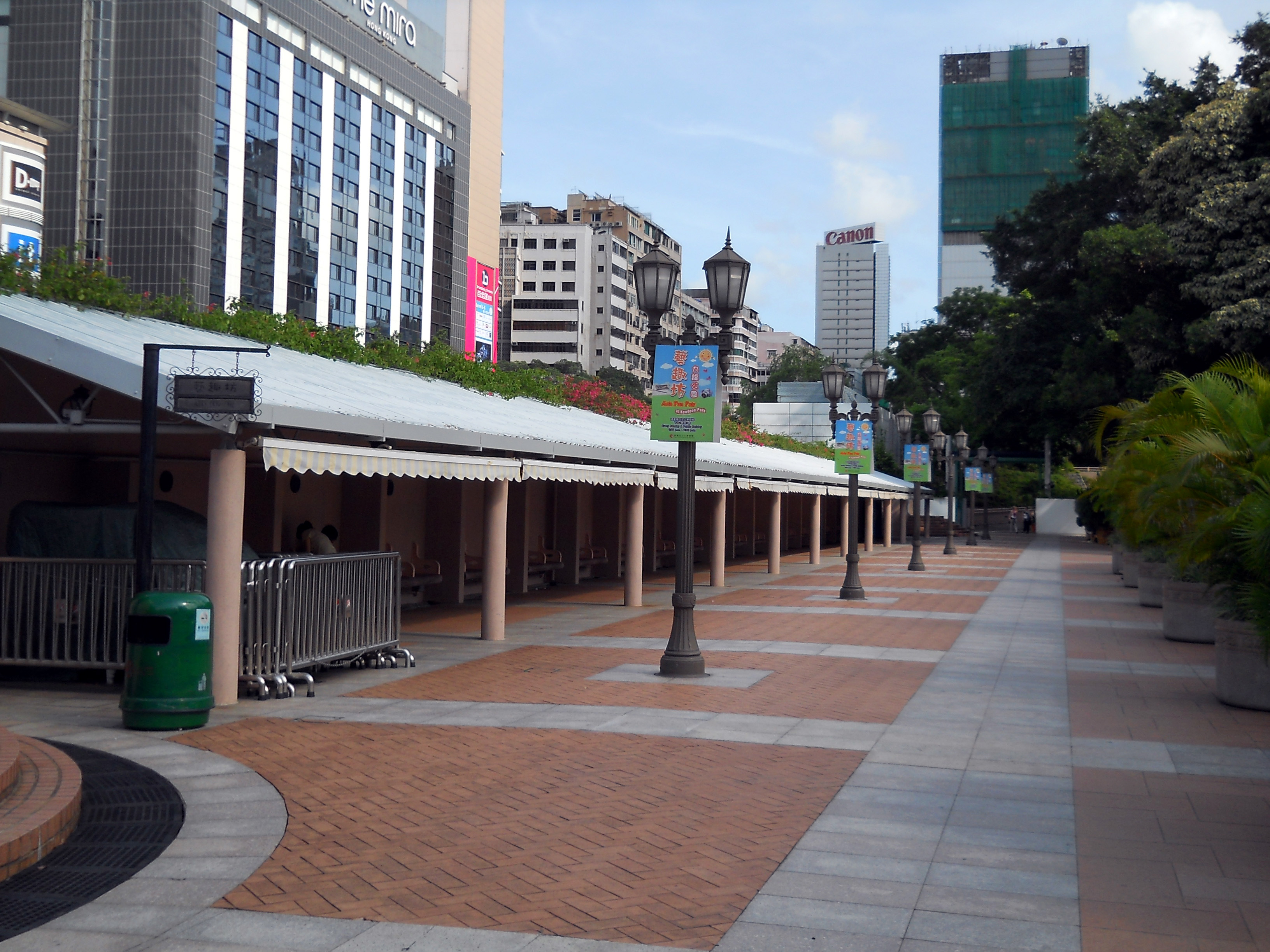
Лоджия
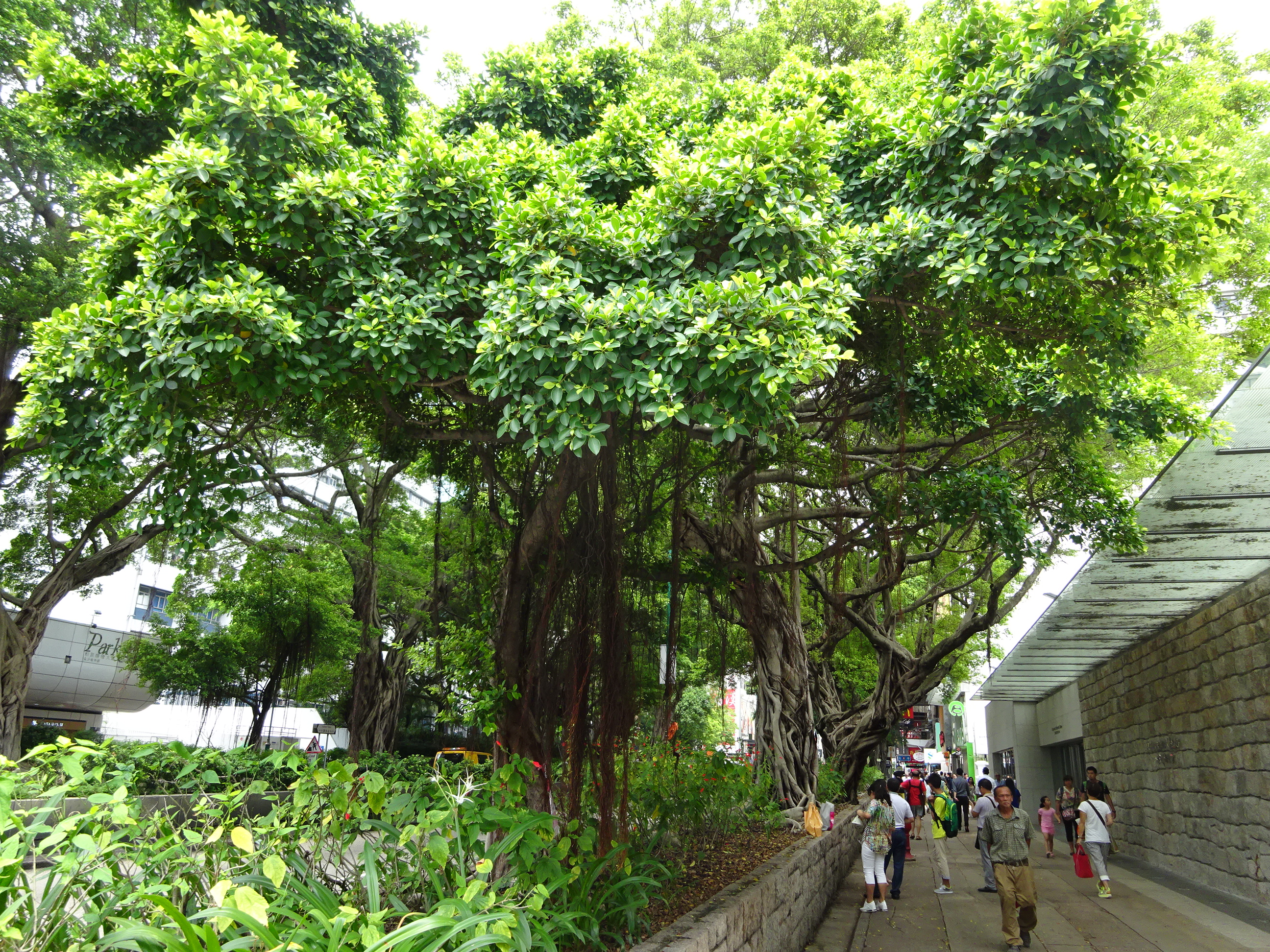
Баньян
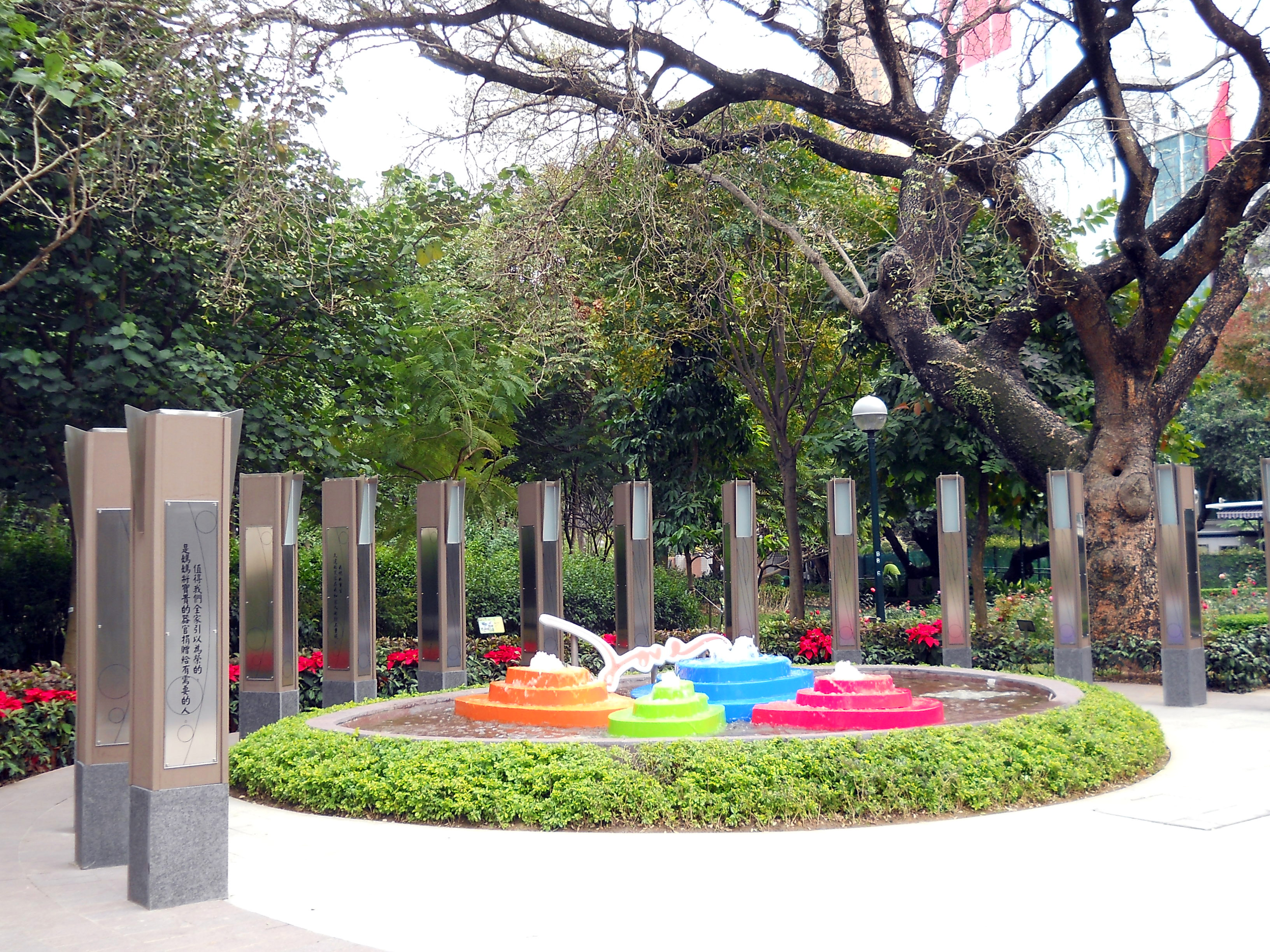
Сад жизни

Птичье озеро состоит из большого водоёма для фламинго и меньшего водоёма для водоплавающих птиц. Здесь обитают более 200 птиц 18 видов, среди которых главной достопримечательностью являются розовые фламинго. Кроме них на озере разводят черношейных лебедей, красноносых нырков, розовоклювых нырков и мандаринок. Для удобства посетителей оборудованы пешеходные мостики и обзорные променады. Открывшиеся в 1980 году птичьи вольеры разбиты на семь частей, в них обитает более ста птиц 29 видов, в том числе сине-жёлтый ара, зеленокрылый ара, благородный зелёно-красный попугай, веероносный венценосный голубь и гривистый голубь. Популярности птичьих вольеров прибавляют сад камней, водопад у входа и тенистые беседки.

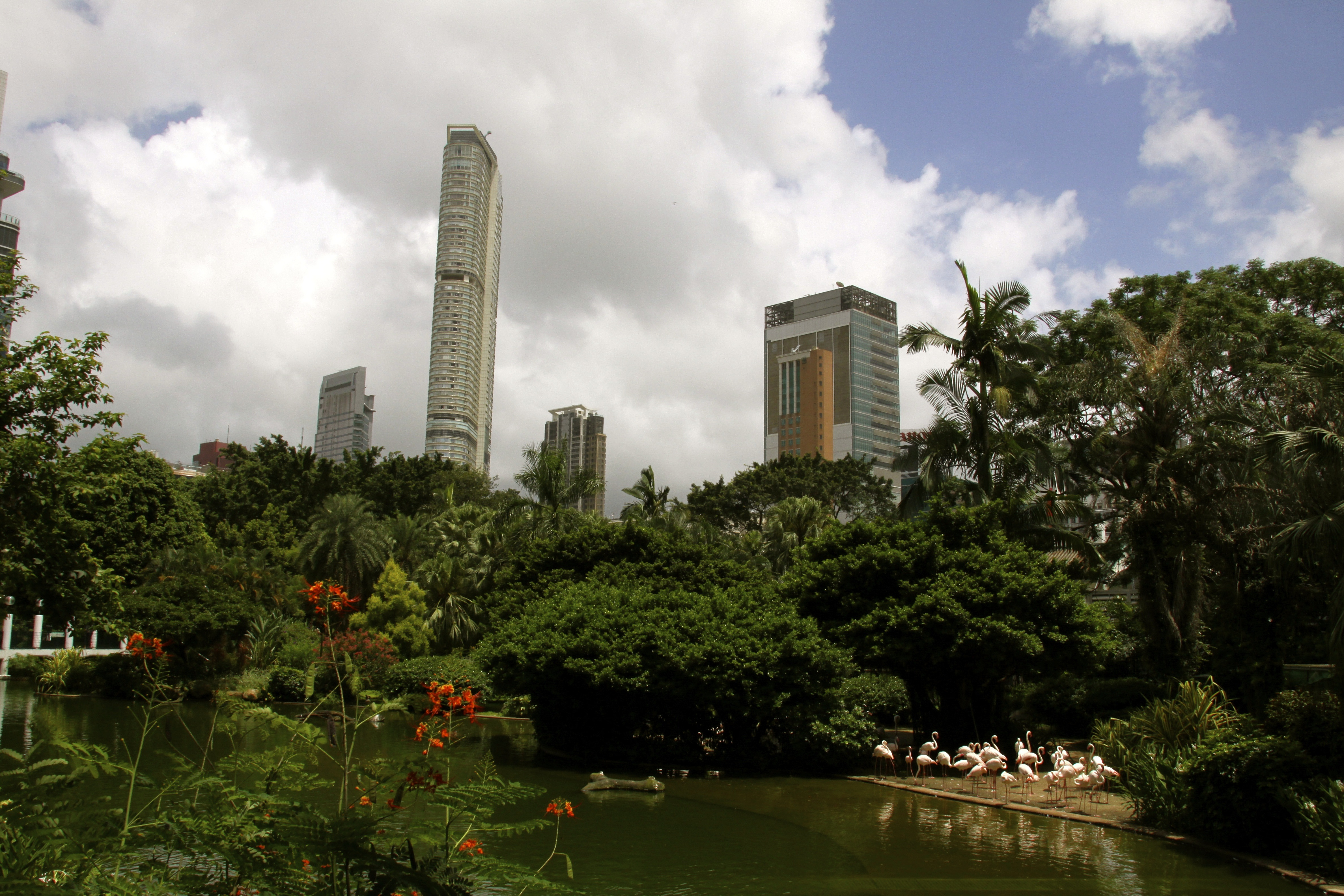
Птичье озеро
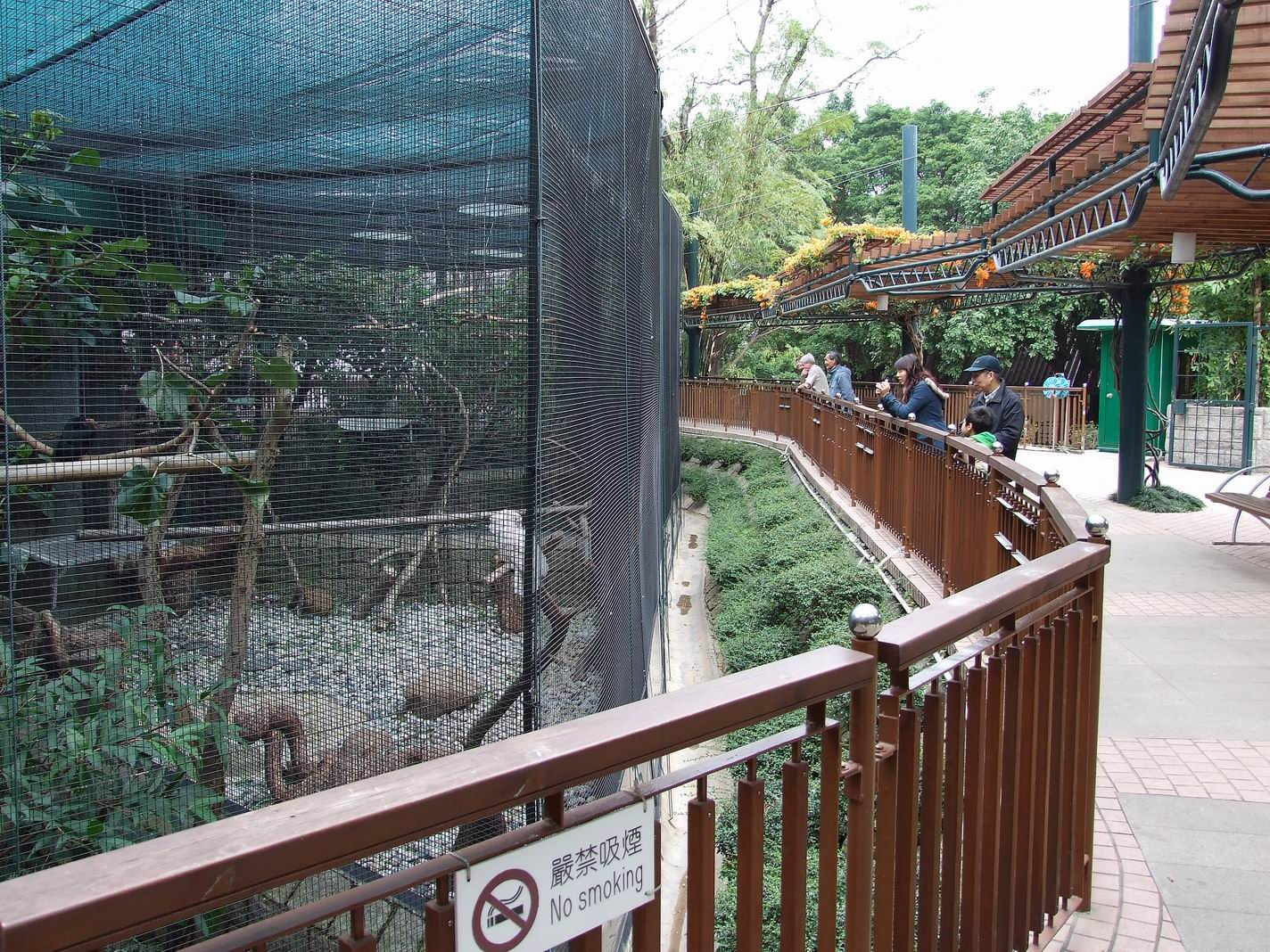
Птичьи вольеры
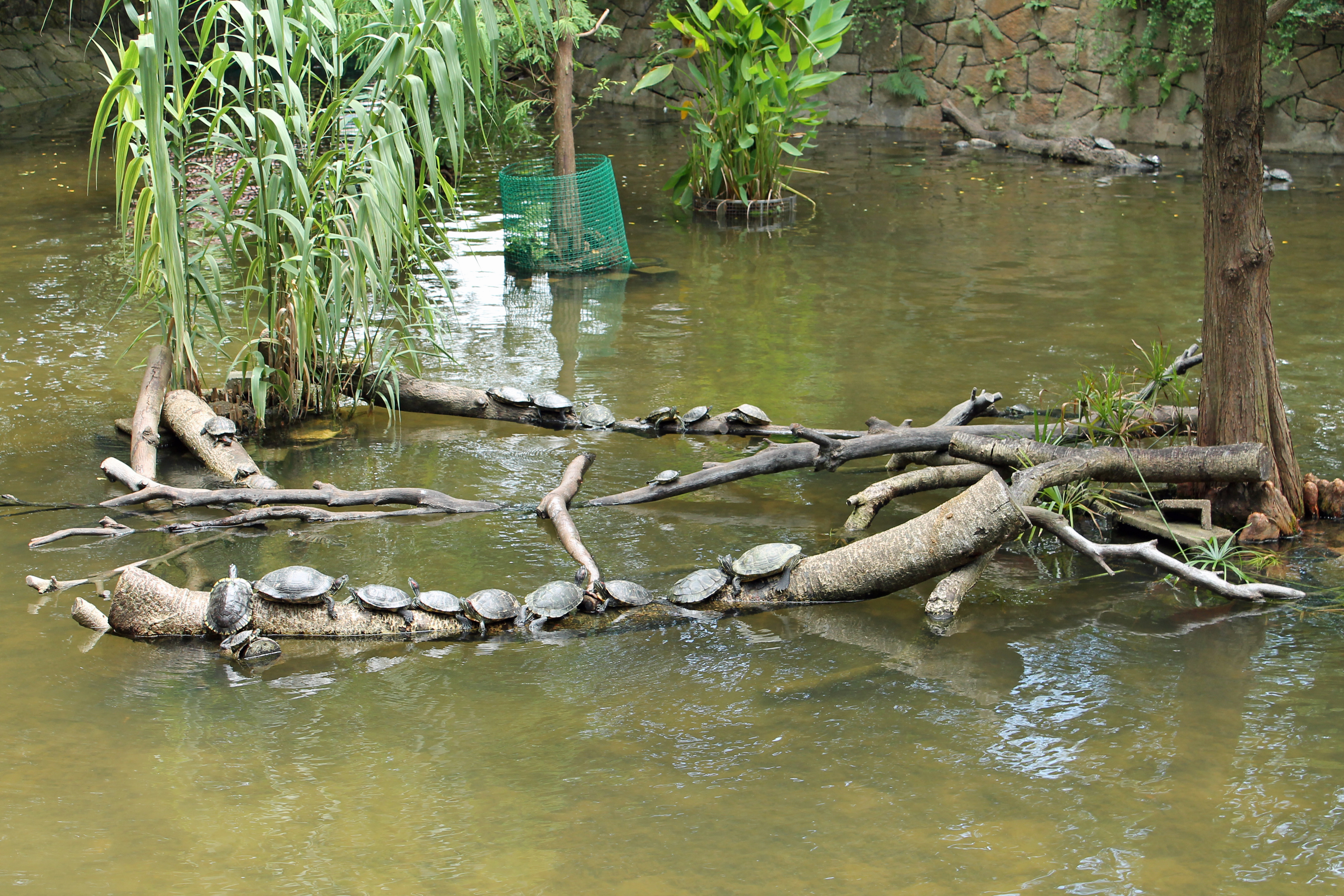
Черепахи
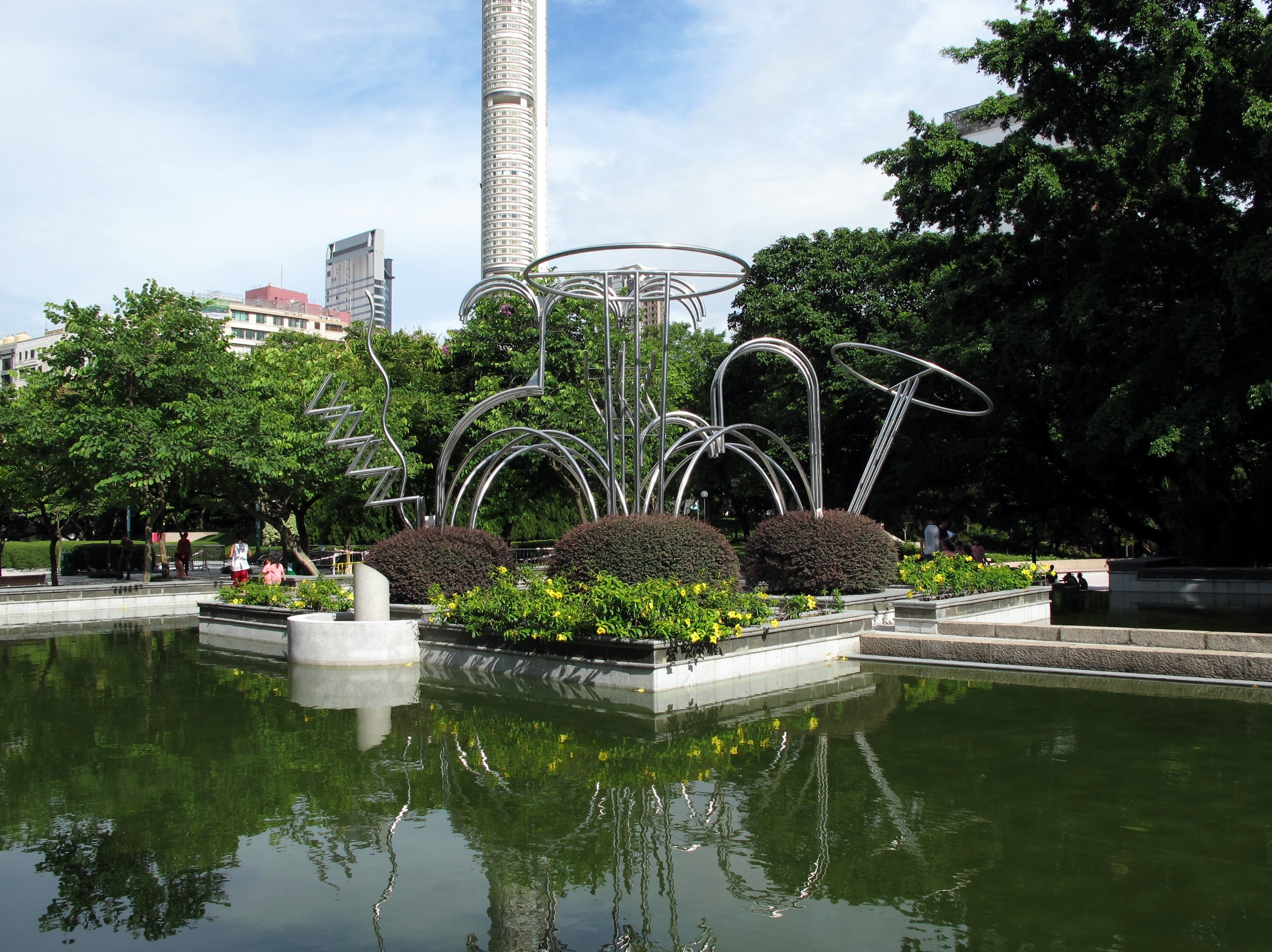
Новый павильон

Осенью 2012 года в восточной части парка, возле входа в торговый центр Park Lane Shopper's Boulevard, открылось Гонконгское авеню звёзд комиксов. Здесь вдоль 100-метровой аллеи представлены статуи местных героев комиксов (в том числе фигуры Восточных героев, Старого мастера Q, Макдалла, Дин Дона, Энди Чана и других), а также бронзовые отпечатки рук гонконгских авторов комиксов, таких как Вон Юклон и Ма Винсин. В начале 2016 года прошла церемония открытия второй фазы Гонконгской авеню звёзд комиксов.

### Крытые объекты
К крытым объектам Коулунского парка относятся спортивный центр и бассейн. Комплекс бассейна открылся 12 сентября 1989 года и занимает три гектара. Он обслуживает более 800 тыс. посетителей в год, а также принимает внутренние и международные соревнования по плаванию. В состав крытого комплекса входят зрительские трибуны на 1689 мест и четыре отапливаемых бассейна: главный 50-метровый бассейн, оборудованный современным электронным таблом, два 25-метровых тренировочных бассейна и один 21-метровый бассейн для прыжков в воду (оборудован 7 трамплинами и 4 платформами). Один из тренировочных бассейнов оборудован специальным лифтом и пандусом для людей с ограниченными возможностями. Вне крытого комплекса расположены три открытых бассейна неправильной формы, соединённые между собой водопадами и белым пешеходным мостом. Вокруг бассейнов находятся зоны для принятия солнечных ванн с шезлонгами и зонтами.

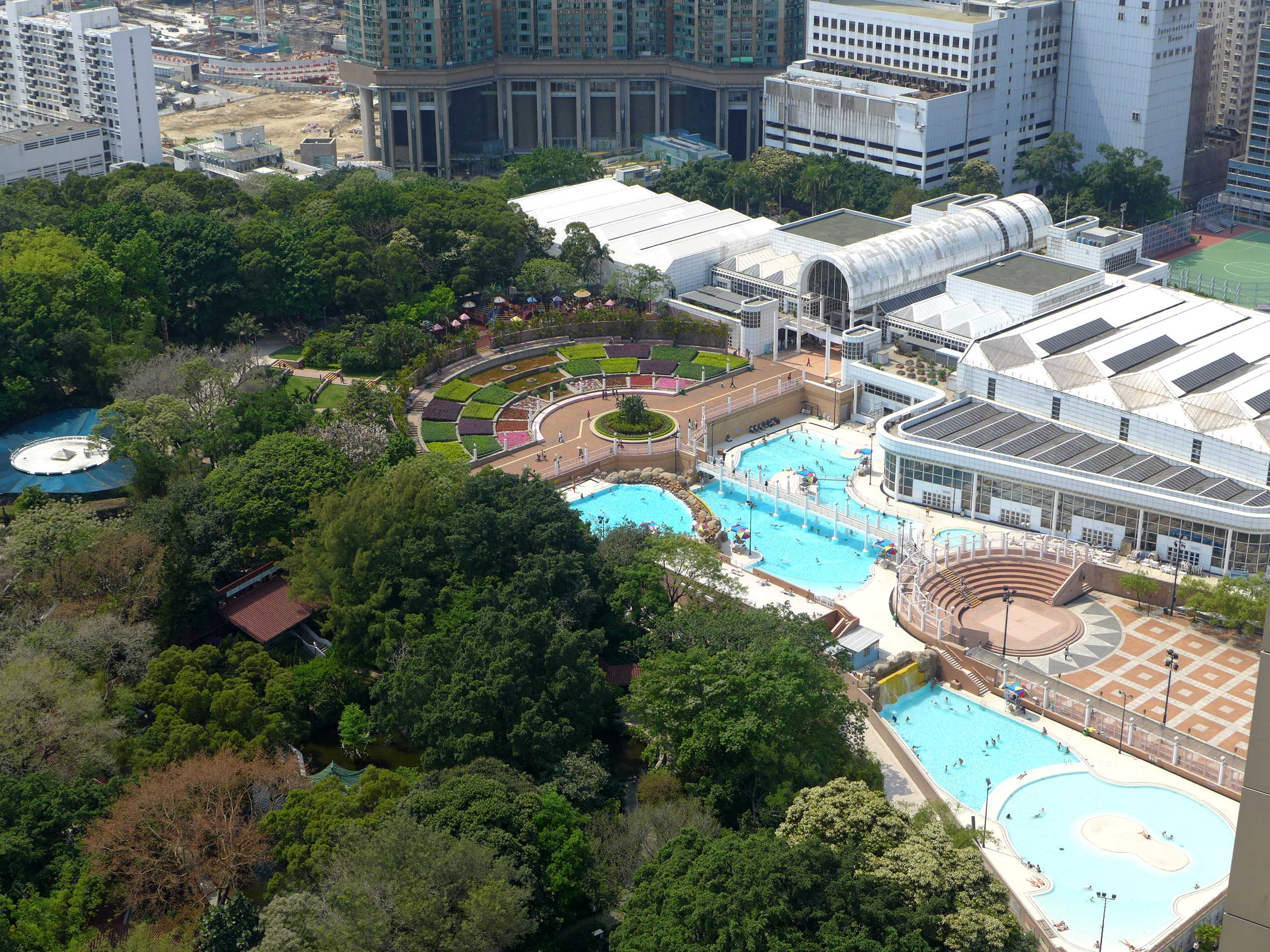
Бассейн
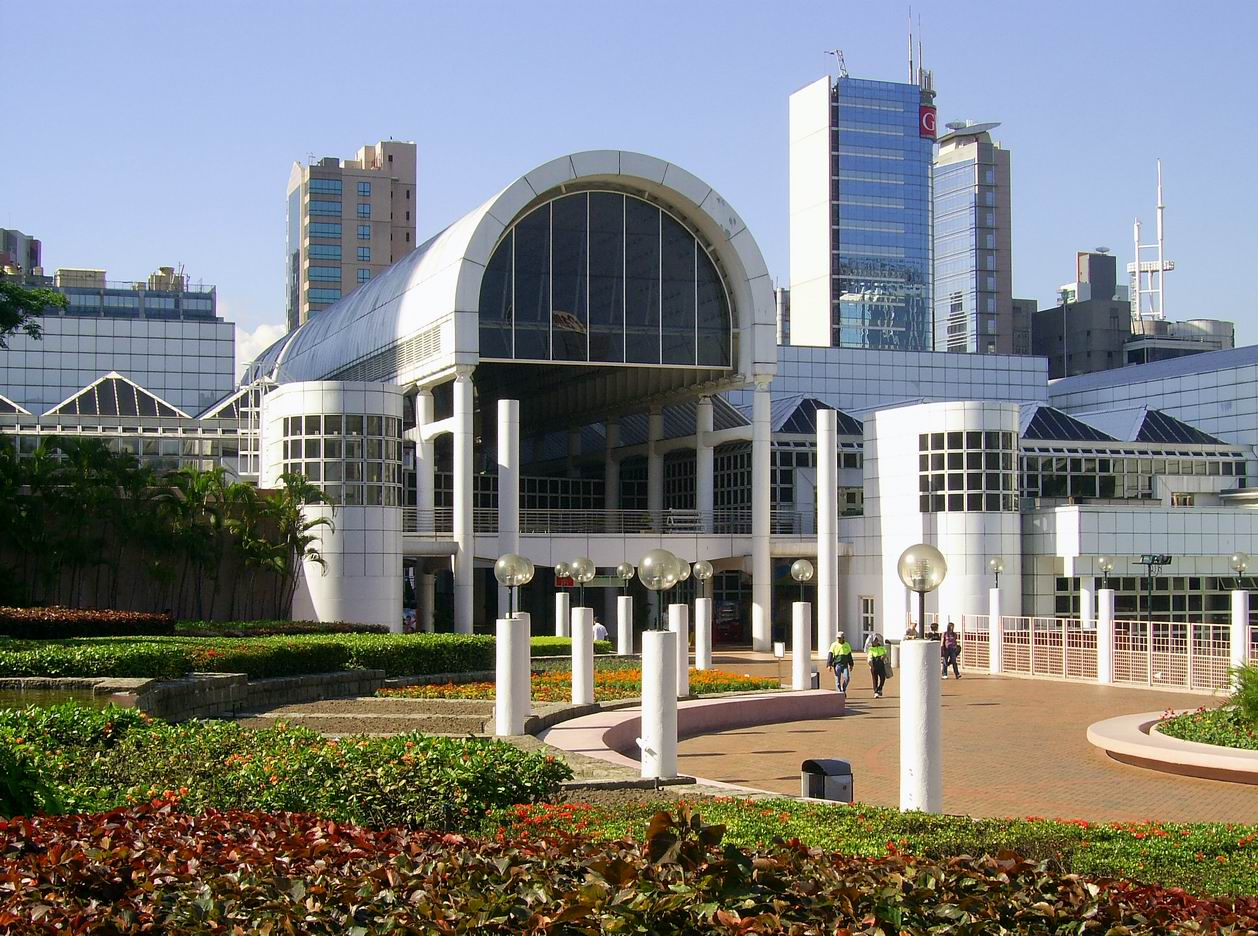
Спортцентр
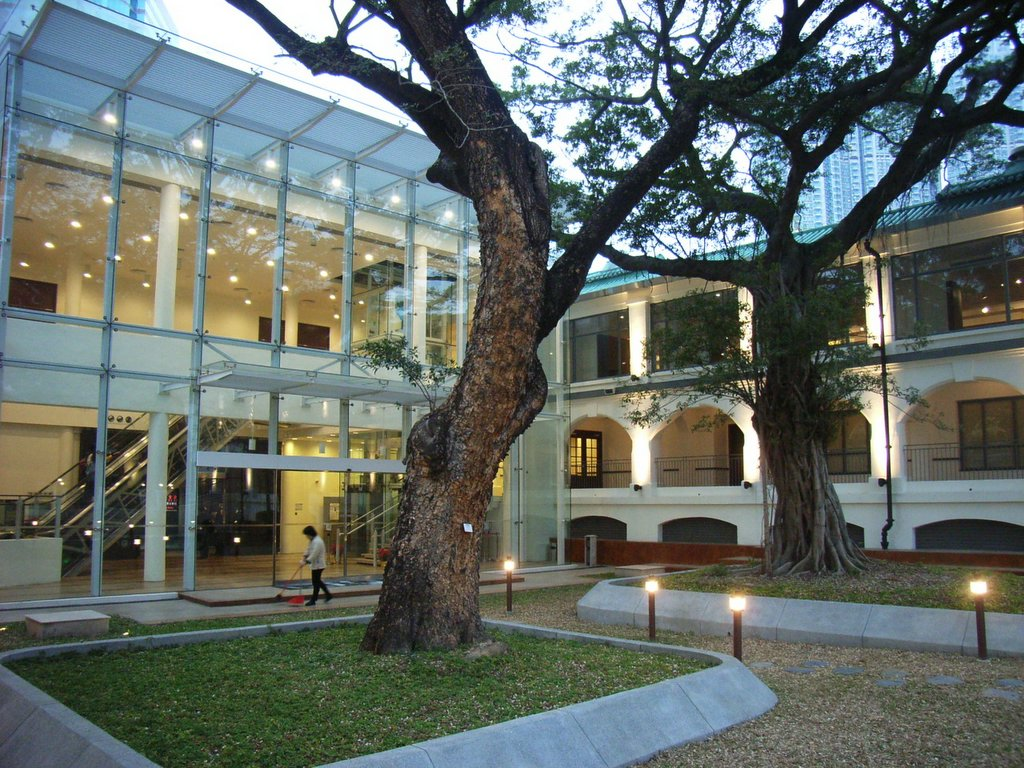
Центр открытого наследия
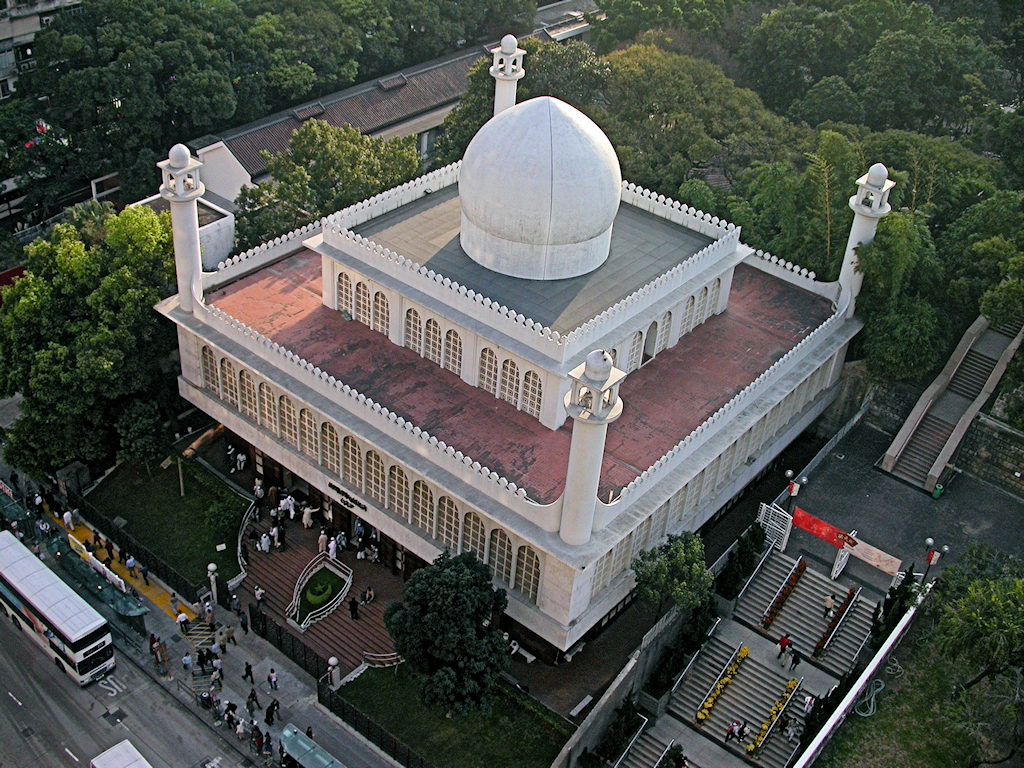
Коулунская мечеть

Спортцентр Коулунского парка расположен в западном крыле главного здания. На основной арене площадью 1760 квадратных метров проводятся различные соревнования по гандболу, волейболу, нетболу и бадминтону. Арена имеет систему кондиционирования воздуха, буковое покрытие, электронное табло, раздвигающиеся трибуны и может быть разделена на несколько секций. Также в спортцентре имеются помещения для занятий сквошем, настольным теннисом, боевыми единоборствами, спортивными танцами, фитнесом и йогой.
В юго-восточном углу парка возвышается мечеть и исламский центр Коулуна. Среди других крытых объектов Коулунского парка особенно выделяются сохранившиеся исторические бараки Уитфилда. В одном бывшем бараке располагаются Гонконгское археологическое общество, основанное в 1967 году, и складские помещения Гонконгского музея истории, в двух других бараках — Гонконгский центр открытого наследия, в ещё одном бараке — Выставочный и информационный центр санитарного образования.
Бараки, в которых сегодня расположен Гонконгский центр открытого наследия, были построены около 1910 года и до 1967 года использовались под военные нужды, после чего были переданы на баланс колониального правительства. С 1983 до 1998 год здесь временно размещался Гонконгский музей истории, пока для него не построили новое здание на Чатэм-роуд-саут (район Чимсачёй-Ист). Дополнительный застеклённый блок, связывающий два исторических барака, был построен в 1980-х годах, чтобы увеличить музейные площади. Гонконгский центр открытого наследия, начавший свою работу в октябре 2005 года, находится под управлением Офиса предметов старины и памятников. Центр имеет постоянную выставку архитектурного наследия Гонконга, образовательный зал и справочную библиотеку, а также проводит другие тематические выставки и лекции.
Ещё один двухэтажный барак, идентичный баракам Гонконгского центра открытого наследия, занимает Выставочный и информационный центр санитарного образования. Он находится под управлением Департамента продуктов и окружающей гигиены и открыл свои двери в мае 1997 года. Выставочные площади располагаются как в помещениях центра, так и в открытом саду. Здесь постоянно ведётся просветительская работа на тему опасных продуктов, генетически модифицированной пищи, пищевых добавок, общественной гигиены, кухонной гигиены, гигиены туалетов и дезинсекции, в том числе с помощью компьютерной графики, видео-материалов и фотографий. На первом этаже центра регулярно проводятся лекции и семинары. Информационный центр хранит более 6 тыс. публикаций, множество книг и аудиовизуальных материалов, имеет собственный зал для лекций и конференц-зал. Также центр принимает групповые визиты и проводит выездные просветительские мероприятия.

## События
По воскресеньям и в выходные дни в лоджии Коулунского парка работают киоски, продающие предметы искусства, картины и фотографии, на тротуаре художники рисуют портреты посетителей. Также по воскресеньям в саду скульптур действует уголок кунгфу, где проводятся бесплатные демонстрации танца дракона, танца льва и различных стилей китайских боевых искусств. Ежедневно в различных уголках парка собираются любители наблюдать за дикими птицами, которых здесь обитает около 100 различных видов.
В декабре 2009 года комплекс бассейнов Коулунского парка принимал соревнования по плаванию очередных Восточноазиатских игр. Также в этом бассейне регулярно проводятся соревнования в рамках Гонконгских игр и отборочные соревнования на Азиатский чемпионат по плаванию.